# Vi skålar för våra vänner
Vi skålar för våra vänner är en dryckesvisa, alternativt snapsvisa, på svenska. Den sjungs eller spelas till melodin Flickan går i ringen. Visan används vid festligt umgänge och dess popularitet är stor i miljöer kring Sveriges universitet och högskolor.

## Sångtext
Vi skålar för våra vänner,

och dom som vi känner,

och dom som vi inte känner,

dom skiter vi i!

Vi skiter i våra vänner,

och dom som vi känner,

och dom som vi inte känner,

dom skålar vi för!